# Vargyas Lajos
Vargyas Lajos (Budapest, Óbuda, 1914. február 1. – Budapest, 2007. október 11.) Széchenyi-díjas magyar népzenekutató, folklorista.

## Élete
Iskoláit Óbudán kezdte, majd az Árpád gimnáziumban érettségizett. Zeneakadémiai tanulmányai 1937-től kezdődően az egykori Pázmány Péter Tudományegyetem magyar-német szakán folytatódtak.
1940 után a Zenetudományi Intézet egyház-zene szakán Kodály Zoltán tanítványaként dolgozott. Ekkor került kapcsolatba a ma Szlovákiában lévő Áj faluval, amikor is a budapesti egyetem Néprajzi Intézetének gyakornokaként a Pátria lemezsorozat fölvételeihez itt próbálta összegyűjteni és felkutatni az akkori hagyományos paraszti énekeseket és dalaikat. 1941-ben doktori disszertációjának témájául ugyancsak Kodály ajánlására, feldolgozta e kis község teljes dallamtérképét is, részletes leírással és zenei monográfiával, Áj falu zenei élete címmel.
Ezt követően a Budapesti Egyetem Néprajz Tanszékén, a budapesti Egyetemi Könyvtárban, a Néprajzi Múzeum Népzenei Osztályán, a Magyar Tudományos Akadémia Népzenekutató Csoportjában mint igazgató és a Magyar Tudományos Akadémia Zenetudományi Intézetében tudományos tanácsadóként dolgozott.
1952-ben jelent meg A magyar vers ritmusa című könyve, s ugyanebben az évben adták közre Kodály Zoltánnal a mindmáig „Kodály-Vargyas”-ként emlegetett A magyar népzene című munkát, amelynek Vargyas Lajos a példatárát szerkesztette. Népzenei kutatásait A magyarság népzenéje című könyvében foglalta össze, amelynek második kiadását 10 CD-ből álló album kíséri, ez Magyarországon a legnagyobb, eredeti népzenei anyagot tartalmazó lemezkiadvány.
Vargyas Lajos a népzene mellett leginkább a népballada műfajával foglalkozott. A nemzetközi szempontból is egyedülálló A magyar népballada és Európa (1976) című művében a népballadát tekinti át a kontinens népei szempontjából.
Fiai Vargyas Péter (1950–2009) ókortörténész, asszirológus, Vargyas Gábor (1952–) etnográfus, Vargyas Zoltán (1953–) fordító.

## Művei
- A magyar vers ritmusa. Akadémiai Kiadó, Budapest. 1952
- Studia memoriae Belae Bartók sacra 1. (Rajeczky Benjaminnal) Akadémiai Kiadó, Budapest. 1956
- Studia memoriae Belae Bartók sacra 2. (Rajeczky Benjaminnal) Akadémiai Kiadó, Budapest. 1959
- Researches into the mediaeval history of folk ballad. Akadémiai Kiadó, Budapest. 1967
- Hungarian ballads and the European ballad tradition 1-2 , Akadémiai Kiadó, Budapest, 1983
- Folk Music of the Hungarians. Akadémiai Kiadó, Budapest. 2005

## Társasági tagság
- MTA Magyar Őstörténeti Komplex Bizottságának tagja
- A Kossuth- és a Széchenyi-díj Bizottság tagja
- Szlovákiai Magyar Néprajzi Társaság tiszteletbeli tagja

## Díjak, elismerések
- 1970 – A Munka Érdemrend arany fokozata
- 1980 – Erkel Ferenc-díj
- 1991 – Széchenyi-díj
- 1993 – Eötvös József-koszorú
- 1999 – Magyar Örökség díj
- 2004 – Prima díj
- 2006 – Áj falu díszpolgára